# Zeitschrift für das gesamte Handelsrecht und Wirtschaftsrecht

Gründer Levin Goldschmidt

Titelseite

Die Zeitschrift für das gesamte Handelsrecht und Wirtschaftsrecht (ZHR) ist eine juristische Fachzeitschrift.

## Inhalt
Im Mittelpunkt der Zeitschrift steht das Personen- und Kapitalgesellschaftsrecht, das Unternehmens- und Mitbestimmungsrechts, das deutsche und europäische Kartell-, Wettbewerbs- und Wirtschaftsrecht sowie das Handels-, Kapitalmarkt- und Bankrecht.

## Gründer
Die Zeitschrift wurde 1858 als Zeitschrift für Handelsrecht von Levin Goldschmidt gegründet und herausgegeben. Sie gehört damit zu den ältesten bis heute erscheinenden juristischen Fachzeitschriften in deutscher Sprache überhaupt. Der Name des jüdischen Gründungsherausgebers wurde von 1936 bis 1948 nicht mehr im Titel der ZHR erwähnt. Zum 150. Jahrgang der Zeitschrift fand in Berlin eine Feierstunde statt, die Rede hielt die Bundesministerin der Justiz Brigitte Zypries.

## Herausgeber
Heutige Herausgeber der ZHR sind Mathias Habersack, Karsten Schmidt, Wolfgang Schön (diese drei auch Schriftleiter) gemeinsam mit Theodor Baums, Martin Burgi, Klaus-Peter Dolde, Hartwig Henze, Peter Hemeling, Michael Hoffmann-Becking, Friedrich Kübler, Reinhard Marsch, Peter O. Mülbert, Peter-Christian Müller-Graff, Eberhard Schmidt-Aßmann, Lutz Strohn, Peter Ulmer sowie Martin Winter.

## Verlag/ Auflage
Die ZHR wurde vom Verlag Recht und Wirtschaft, der zur Verlagsgruppe Deutscher Fachverlag mit Sitz in Frankfurt am Main gehörte, verlegt. Seit der Verschmelzung des Verlages Recht und Wirtschaft mit dem Deutschen Fachverlag wird sie nun von diesem direkt herausgegeben bzw. organisatorisch vom neuen Bereich Fachmedien Recht und Wirtschaft. Die Auflage beträgt 1875 Exemplare (Stand 2018).